# 魚 (漫畫)
《魚》是日本漫畫家伊藤润二創作的日本漫畫作品。於小學館漫畫雜誌《Big Comic Spirits》2001年至2002年期間連載。單行本全2卷。於2012年由Ufotable改編成OVA動畫。

## 劇情簡介
一對在沖繩度假的男女阿忠和華織，某次參加完潛水活動時，遇到一股濃厚的臭味，正當他們找不到味道來源時，阿忠仍在外面調查時，聽見華織在房間內發出尖叫，打開房門一個生物快速衝出來，阿忠趁牠跑進角落時用桌子撞向牠，卻發現了一個身上長著類似腳的機器且已經腐爛的魚。

## 登場人物
阿忠
本作主角。和女朋友華織一同前往沖繩旅行，卻遇到神祕生物的襲擊。
華織
阿忠的女朋友。個性極為神經質而且有很嚴重的潔癖症。被步行魚體內的細菌感染，導致身體變異後無法接受而自殺，之後成為小柳教授的實驗材料。
小柳教授
阿忠的叔父，職業是發明家。
芳山
小柳研究所的助手。之後被瀕死的小柳抓到天空去，下落不明。

## 出版書籍
最初是在小學館的週刊漫畫雜誌上《Big Comic Spirits》2001至2002期間連載，單行本於2002年2月至5月期間發售。在北美由碧日代理翻譯成英文，於2003年9月至2004年3月出版，並於2007年10月至2008年1月換封面再版。
| - 第1話 南海的屍臭（） - 第2話 浮游的屍臭（） - 第3話 恐怖的登陸（） - 第4話 〇入侵（） - 第5話 飛來（） | - 第6話 靜靜接近的屍臭（） - 第7話 遺言（） - 第8話 感染（） - 第9話 屍臭來襲1（） - 第10話 屍臭來襲2（） |

| - 第11話 蒼白的華織（） - 第12話 屍臭的發明（） - 第13話 繼承者們（） - 第14話 揮之不去的屍臭（） - 第15話 屍臭馬戲團1（） - 第16話 屍臭馬戲團2（） | - 第17話 第二研究室的屍臭（） - 第18話 屍臭空襲（） - 第19話 屍臭的時代（） - 特別收錄1 頂梁柱悲話（） - 特別收錄2 阿彌殼斷層之怪（） |

## OVA
OVA動畫是由Ufotable負責製作，是「動畫文庫」企劃第1期的作品，和《百合星人奈緒子美眉》、《實乃里Scramble!》共同動畫化，為伊藤潤二作品首度改編成動畫。導演平尾隆之，原定為30分的動畫，後片長延長為75分鐘。並於2011年10月29日至11月4日舉行放映會，2012年2月15日正式發售影音產品。

### 製作人員
- 導演、分靜、演出 - 平尾隆之
- 原作 - 伊藤潤二
- 人物設計 - 高橋タクロヲ
- 作画監督 - 高橋タクロヲ、中村誠
- 脚本 - Ufotable、平尾隆之、吉田晃浩
- 色彩設計 - 千葉絵美
- 攝影監督 - 寺尾優一
- 3DCG監督 - 宍戸幸次郎
- 美術監督 - 海老沢一男、中久木孝将、桑原悟
- 編輯 - 今井剛
- 音樂 - 椎名豪
- 音響監督 - 高桑一
- 效果 - 柴崎憲治、赤澤勇二
- 制作担当 - 吉田晃浩
- 主要製作人 - 近藤光
- 動畫製作 - Ufotable
- 製作 - Aniplex、Ufotable、KlockWorx、小学館

### 配音員
- 華織：片岡未来
- 忠：根岸拓馬
- エリカ：谷口亜実
- アキ：佐伯まさみ
- 白河剛：阿部英貴
- 小柳教授：岡崎宏
- 団長：金子森

## 外部連結
- 魚於動畫文庫的網站 （页面存档备份，存于）（日語）